# 朴源載
朴源載 (朝鲜语: 박원재，1984年5月28日— ) 韩国足球运动员。生于庆尚北道浦项市。是中场、后卫队员。效力于K联赛全北现代队。

## 生涯
学生时代在浦項製鐵工業高校、威徳大学校踢球。2003年进入职业联赛，至2008年效力于浦項製鐵队。K联赛中出场126次攻入10球。2009年去日本J联赛甲组（J1）大宫松鼠队。出场21次，当年5月在同浦和紅鑽队比赛中攻入一球。
2010年1月17日，回到K联赛加盟全北现代。